# Colocleora faceta
Colocleora faceta är en fjärilsart som beskrevs av Louis Beethoven Prout 1934. Colocleora faceta ingår i släktet Colocleora och familjen mätare. Inga underarter finns listade i Catalogue of Life.